# Адаптивна спирала
Адаптивна спирала је, у групном социјалном раду и групној терапији, показатељ како се клијентови односи (унутар групе и ка спољашњој, социјалној средини) побољшавају.